# Coppa Placci 1964
La Coppa Placci 1964, quattordicesima edizione della corsa, si svolse il 27 settembre 1964 su un percorso di 212,8 km. La vittoria fu appannaggio dell'italiano Guido De Rosso, che completò il percorso in 5h28'58", precedendo i connazionali Adriano Durante e Bruno Fantinato.

## Ordine d'arrivo (Top 10)
| Pos. | Corridore        | Squadra   | Tempo    |
| ---- | ---------------- | --------- | -------- |
| 1    | Guido De Rosso   | Molteni   | 5h28'58" |
| 2    | Adriano Durante  | Legnano   | a 1'10"  |
| 3    | Bruno Fantinato  | Salvarani | s.t.     |
| 4    | Michele Dancelli | Molteni   | s.t.     |
| 5    | Luigi Mele       | Gazzola   | s.t.     |
| 6    | Aldo Moser       | Lygie     | a 1'13"  |
| 7    | Vittorio Adorni  | Salvarani | a 1'53"  |
| 8    | Gianni Motta     | Molteni   | s.t.     |
| 9    | Angelo Conterno  | Sanson    | s.t.     |
| 10   | Enzo Moser       | Lygie     | s.t.     |